# 月村了衛
月村 了衛（つきむら りょうえ、1963年3月18日 - ）は、日本の小説家。予備校講師、脚本家を経て小説家となる。

## 来歴

### 生い立ち
小学生の頃から漠然と憧れ、高等学校を卒業する頃には、小説家になりたいと考えていた。早稲田大学第一文学部文芸学科卒業。大学在学中、清水邦夫、高橋玄洋に脚本・演劇を学ぶ。また山田風太郎についても詳しく、『幻想文学』編集長の東雅夫が「早稲田中探してもここまで山田風太郎に詳しい人間はいませんよ」と評した。そのため、『幻想文学』が山田にインタビューする際には、東に依頼され同行した。大学卒業後、予備校講師として現国・古文・漢文の教鞭を執った。

### 脚本家として
1988年、テレビアニメ『ミスター味っ子』で、脚本家としてデビューした。1997年に放映された『少女革命ウテナ』では脚本を担当したが、そのうち1回だけ「白井千秋」という名義を使用した。2001年、テレビ東京で放映されたテレビアニメ『ノワール』の原案・構成・脚本を担当し、注目を集めた。
しかし、もともと小説家志望であったこともあり、40歳を過ぎたころから再び小説を書き始め、このころに「脚本家は廃業」と後年記している。

### 小説家として
40歳を過ぎて小説の執筆を再開してからは、次々書いて出版社に持ち込みを続ける。2010年、早川書房から『機龍警察』で小説家としてデビューを果たす。その後も次々と長編小説を発表。2012年、機龍警察シリーズ2作目『機龍警察 自爆条項』で第33回日本SF大賞受賞。2013年、機龍警察シリーズ3作目『機龍警察 暗黒市場』で第34回吉川英治文学新人賞受賞。2015年には回転式拳銃の登場する時代小説『コルトM1851残月』で第17回大藪春彦賞受賞。同年、ソマリアに派遣された自衛隊員たちの苦闘を描いた冒険小説『土漠の花』は第12回本屋大賞5位となり、第68回日本推理作家協会賞（長編および連作短編集部門）を受賞。
2014年には日本推理作家協会に入会しており、のちに常任理事を務め、2016年と2017年の日本推理作家協会賞の選考では「評論その他の部門」と「短編部門」の立会理事を務めている。

## エピソード
版元のオーダーを受けてからどのような小説を執筆するかを決める。「香港警察東京分室」で伝えたかったことは作中の「この国（日本）は香港と同じ道を辿っている。」という文言に尽きる、としている。

## 文学賞受賞・候補歴
太字が受賞したもの
- 2012年 - 『機龍警察 自爆条項』で第33回日本SF大賞受賞[16]。
- 2013年 - 『機龍警察 暗黒市場』で第34回吉川英治文学新人賞受賞[17]。
- 2015年 - 『コルトM1851残月』で第17回大藪春彦賞受賞[18]。『土漠の花』で第12回本屋大賞5位[19]、第68回日本推理作家協会賞（長編および連作短編集部門）受賞[10]。
- 2018年 - 『機龍警察 狼眼殺手』で第31回山本周五郎賞候補[20]。
- 2019年 - 『欺す衆生』で第10回山田風太郎賞受賞[21]。
- 2023年 - 『香港警察東京分室』で第169回直木三十五賞候補[22]。『十三夜の焔』で第12回日本歴史時代作家協会賞候補[23]。
- 2025年 - 『虚の伽藍』で第38回山本周五郎賞候補[24]、第169回直木三十五賞候補[25]、第12回高校生直木賞受賞[26]。

## ミステリ・ランキング

### 週刊文春ミステリーベスト10
- 2012年 - 『機龍警察 暗黒市場』9位
- 2014年 - 『機龍警察 未亡旅団』9位、『土漠の花』15位
- 2017年 - 『機龍警察 狼眼殺手』4位
- 2018年 - 『東京輪舞』11位
- 2021年 - 『機龍警察 白骨街道』7位

### このミステリーがすごい！
- 2012年 - 『機龍警察 自爆条項』9位
- 2013年 - 『機龍警察 暗黒市場』3位
- 2015年 - 『機龍警察 未亡旅団』5位、『土漠の花』6位
- 2016年 - 『影の中の影』12位
- 2018年 - 『機龍警察 狼眼殺手』3位
- 2019年 - 『東京輪舞』8位
- 2020年 - 『欺す衆生』7位
- 2022年 - 『機龍警察 白骨街道』3位

### ミステリが読みたい！
- 2012年 - 『機龍警察 自爆条項』12位
- 2013年 - 『機龍警察 暗黒市場』4位
- 2014年 - 『黒警』17位
- 2015年 - 『機龍警察 未亡旅団』12位
- 2018年 - 『機龍警察 狼眼殺手』1位
- 2019年 - 『欺す衆生』15位
- 2022年 - 『機龍警察 白骨街道』3位
- 2025年 - 『半暮刻』15位

## 作品

### 小説

#### 機龍警察シリーズ
- 機龍警察（2010年3月 ハヤカワ文庫JA / 2014年11月 ハヤカワ・ミステリワールド【完全版】 / 2017年5月 ハヤカワ文庫JA【完全版】）
- 機龍警察 自爆条項（2011年9月 ハヤカワ・ミステリワールド / 2012年8月 ハヤカワ文庫JA【上・下】 / 2016年5月 ハヤカワ・ミステリワールド【完全版】 / 2017年7月 ハヤカワ文庫JA【完全版 上・下】）
- 機龍警察 暗黒市場（2012年9月 ハヤカワ・ミステリワールド / 2020年12月 ハヤカワ文庫JA【上・下】）
- 機龍警察 未亡旅団（2014年1月 ハヤカワ・ミステリワールド / 2023年6月 ハヤカワ文庫JA）
- 機龍警察 火宅（2014年12月 ハヤカワ・ミステリワールド / 2018年8月 ハヤカワ文庫JA）
  - 収録作品：火宅 / 焼相 / 輪廻 / 済度 / 雪娘 / 沙弥 / 勤行 / 化生
- 機龍警察 狼眼殺手（2017年9月 ハヤカワ・ミステリワールド）
- 機龍警察 白骨街道（2021年8月 ハヤカワ・ミステリワールド）

#### 時代小説
- 一刀流無想剣 斬（2012年10月 講談社） - 初めて書いた長編小説で、執筆時の題名は『神子上典膳』[27]
  - 【改題】神子上典膳（2015年11月 講談社文庫）[注 3]
- コルトM1851残月（2013年11月 講談社 / 2016年4月 文春文庫）
- 水戸黄門 天下の副編集長（2016年7月 徳間書店 / 2018年6月 徳間文庫）
- コルトM1847羽衣（2018年1月 文藝春秋 / 2020年11月 文春文庫）
- 十三夜の焔（2022年10月 集英社）

#### その他の小説
- 機忍兵零牙（2010年9月 ハヤカワ文庫JA / 2019年6月 ハヤカワ文庫JA【新装版】）
- 黒警（2013年9月 朝日新聞出版 / 2016年6月 朝日文庫）
- 土漠の花（2014年9月 幻冬舎 / 2016年8月 幻冬舎文庫）
- 槐（）（2015年3月 光文社 / 2017年6月 光文社文庫）
- 影の中の影（2015年9月 新潮社 / 2018年3月 新潮文庫）
- ガンルージュ（2016年2月 文藝春秋 / 2018年10月 文春文庫）
- 黒涙[注 4]（2016年10月 朝日新聞出版 / 2019年9月 朝日文庫）
- 追想の探偵（2017年4月 双葉社 / 2020年5月 双葉文庫）
- 東京輪舞（2018年10月 小学館 / 2021年4月 小学館文庫）
- 悪の五輪（2019年5月 講談社 / 2021年7月 講談社文庫）
- 欺す衆生（2019年8月 新潮社 / 2022年3月 新潮文庫）
- 暗鬼夜行（2020年4月 毎日新聞出版 / 2023年5月 毎日文庫）
- 奈落で踊れ（2020年6月 朝日新聞出版）
- 白日（2020年11月 KADOKAWA）
- 非弁護人（2021年4月 徳間書店）
- ビタートラップ（2021年10月 実業之日本社）
- 脱北航路（2022年4月 幻冬舎）
- 香港警察東京分室（2023年4月 小学館）
- 半暮刻（2023年10月 双葉社）

#### アンソロジー
「」内が月村了衛の作品
- 結晶銀河 年刊日本SF傑作選（2011年7月 創元SF文庫）「機龍警察 火宅」
- ミステリマガジン700 国内篇 創刊700号記念アンソロジー（2014年4月 ハヤカワ・ミステリ文庫）「機龍警察 輪廻」
- 短編ベストコレクション 現代の小説 2014（2014年6月 徳間文庫）「機龍警察 沙弥」
- 平成二十六年度(60) 代表作時代小説 時を超える 熱き思い、絆と志（2014年6月 光文社）「水戸黄門 天下の副編集長」
- NOVA+ バベル 書き下ろし日本SFコレクション（2014年10月 河出文庫）「機龍警察 化生」
- 激動 東京五輪1964（2015年9月 講談社）「連環」
- 悪意の迷路（2016年11月 光文社 / 2019年5月 光文社文庫）「水戸黄門 謎の乙姫御殿」
- 葛藤する刑事たち 警察小説アンソロジー（2019年11月 朝日文庫）「焼相」
- Day to Day（2021年3月 講談社 / 2021年3月 講談社【愛蔵版】）「6/1 ぼくは泣いた」
- ベスト・エッセイ2021（2021年8月 光村図書出版）※エッセイアンソロジー「書棚に関する回想から」

#### 単著未収録短編
- 夢想幻譚（講談社『小説現代』2014年5月号）
- お眠さんと怪しい薬（KADOKAWA『小説 野性時代』特別編集 2022年冬号）
- 三十年前、一瞬の光景（『小説トリッパー』2025年夏季号）

#### 連載
- 半暮刻（双葉社『週刊大衆』2022年4月18日号 - ）
- 対決（光文社『ジャーロ』No.88 2023 MAY - ）

### テレビアニメ
- ミスター味っ子（脚本）
- 機甲警察メタルジャック（脚本）
- 超電動ロボ 鉄人28号FX（脚本）
- BLUE SEED（脚本）
- 天地無用!（シリーズ構成・脚本）
- 神秘の世界エルハザード（脚本）
- 少女革命ウテナ（脚本）
- ノワール（原案・構成・脚本）
- 朝霧の巫女（シリーズ構成・脚本）
- 円盤皇女ワるきゅーレ（シリーズ構成・脚本）
- 円盤皇女ワるきゅーレ 十二月の夜想曲（シリーズ構成・脚本）

### OVA
- 英雄凱伝モザイカ（脚本）
- モルダイバー （脚本）
- 天地無用! 番外編 「宇宙刑事（ギャラクシーポリス）美星 銀河大冒険（スペースアドベンチャー）（脚本）
- 神秘の世界エルハザード（原案・構成・脚本）
- 青空少女隊（脚本）
- てなもんやボイジャーズ（原作・脚本）
- 円盤皇女ワるきゅーレ 星霊節の花嫁（シリーズ構成・脚本）
- 円盤皇女ワるきゅーレ 時と夢と銀河の宴（シリーズ構成・脚本）

### 劇場アニメ
- ZIGGY それゆけ! R&R BAND （1991・脚本）
- 天地無用! In LOVE（脚本）

### ラジオドラマ
- 万能文化猫娘（脚本）
- 青空少女隊（脚本）
- 円盤皇女ワるきゅーレ（脚本）

### 漫画原作
- 土漠の花（『ヤングキングアワーズ』/漫画：フクダイクミ、2021年2月号 - ）
- ランナー（角川コミックス・エース/漫画：峰倉由比）
- ルテナン・スカーレット（『月刊コミックラッシュ』/漫画：高雄右京）

### 作詞
- 本家・愛の思い出〜元祖・愛の思い出〜正調・愛の思い出（作曲：長岡成貢） ISWC T-101.134.427-5
- フォトン・プロトン・シンクロトロン（作曲：長岡成貢） ISWC T-101.134.429-7
- 眠れる縁側の美女（作曲：長岡成貢） ISWC T-101.134.432-2
- 永遠に永遠に星の夢（作曲：長岡成貢） ISWC T-101.134.435-5
- 天地開闢時空道行（作曲：長岡成貢） ISWC T-101.134.440-2
- 浪漫の旅立ち（作曲：長岡成貢） ISWC T-101.186.512-4
- 樹雷交響組曲第八番「温泉」より温泉オペラ（作曲：長岡成貢） ISWC T-101.186.518-0
- RAP THE 801!!（作曲：原田真二） ISWC T-101.263.891-2
- 青空戦隊シモレンジャー（作曲：堀井勝美） ISWC T-101.278.110-9
- カラオケの恋人（作曲：大谷明裕、編曲：岩本正樹） ISWC T-101.278.111-0
- 府中しぐれ（作曲：大谷明裕） ISWC T-101.278.515-6
- 秋ドラのデュエット（作曲・編曲：神津裕之） ISWC T-909.685.360-0
- 侍女部隊隊歌（作曲・編曲：神津裕之） ISWC T-909.685.362-2
- ライネ・ライヒ（作曲：神津裕之） ISWC T-909.685.363-3
- 時の小径（作曲・編曲：神津裕之） ISWC T-909.685.364-4
- カーテン・コール〜フィナーレよりも華やかな〜（作曲・編曲：神津裕之） ISWC T-909.685.365-5
- 黄昏の手毬歌（作曲：斎藤恒芳） ISWC T-909.688.270-1
- 臘月の皇女（作曲・編曲：川井憲次） ISWC T-909.696.300-7